# Rejon zdołbunowski
Rejon zdołbunowski (ukr. Здолбунівський район) – była jednostka administracyjna wchodząca w skład obwodu rówieńskiego Ukrainy.
Rejon utworzony w 1939, ma powierzchnię 659 km². Siedzibą władz rejonu było miasto Zdołbunów.
Na terenie rejonu znajdowała się 1 miejska rada, 1 osiedlowa rada i 20 silskich rad, obejmujących w sumie 53 miejscowości.
Zlikwidowany w 2020 roku w ramach reformy decentralizacyjnej. Jego ziemie weszły w skład nowego rejonu rówieńskiego.

## Miejscowości rejonu
- Arestów (Орестів)
- Białaszów (Білашів)
- Bohdaszów (Богдашів)
- Borszczówka Druha (Борщівка Друга)
- Borszczówka Persza (Борщівка Перша)
- Buderaż (Будераж)
- Buszcza (Буща)
- Curków (Цурків)
- Dermań Drugi (Дермань Друга)
- Dermań Pierwszy (Дермань Першa)
- Glińsk (Глинськ)
- Hulcza (Гільча Друга)
- Hulcza Persza (Lebiedzie, Гільча Перша)
- Ilpin (Ільпінь)
- Iwaczków (Івачків)
- Jeziorko[3]  (Озерко)
- Josypiwka (Йосипівка)
- Kłopot (Клопіт)
- Kopytków (Копиткове)
- Korszów (Коршів)
- Koszatów (Кошатів)
- Kunin (Кунин)
- Lidawo (Лідаво)
- Marianówka (Мар'янівка)
- Mirotyn (Миротин)
- Mizocz (Мізоч)
- Mizoczek (Мізочок)
- Mosty (Мости)
- Moszczanica Mała[4] (Мала Мощаниця)
- Nowa Moszczanica[5] (Нова Мощаниця)
- Nowomylsk (Новомильськ)
- Nowosiółki (Новосілки)
- Nowy Świat (Новий Світ)
- Piatyhory (П'ятигори)
- Pidhajne (Sułtanówka, Підгайне)
- Piwcze (Півче)
- Podcurków (Підцурків)
- Spasów (Спасів)
- Stara Moszczanica[5] (Стара Мощаниця)
- Stefanówka (Степанівка)
- Stubło (Стеблівка)
- Stupno (Ступно)
- Sujmy (Суйми)
- Świate (Святе)
- Ujeźdźce (Уїздці)
- Urwenna (Урвенна)
- Wjuniwszczyna (В'юнівщина)
- Zagóra (Загора)
- Zahrebla (Загребля)
- Zalesie (Залісся)
- Załubówka (Залібівка)
- Zamłynok (Замлинок)
- Zdołbica (Здовбиця)
- Zdołbunów (Здолбунів)
- Zielony Dąb (Зелений Дуб)

Nieistniejące
- Hłupanin